# Panowka (obwód wołgogradzki)
Panowka (ros. Пановка) – wieś w Rosji, w obwodzie wołgogradzkim, w rejonie kamyszyńskim. W 2010 liczyła 234 mieszkańców.